# Mário Barroso
Mário Alberto Barroso Garcia da Silva (* 15. August 1947 in Lissabon) ist ein portugiesischer Kameramann und Regisseur.

## Leben und Rezeption
Nach Abbruch seines Jurastudiums an der Universität Lissabon und einem Zwischenstopp am Institut National Supérieur des Arts du spectacle et des techniques de diffusion (INSAS) in Brüssel ging er an das Institut des hautes études cinématographiques (IDHEC) in Paris, wo er seinen Abschluss in Regie (1973) und Kamera (1976) machte. Neben einigen Kurzfilmen in Eigenregie, arbeitete er fortan vor allem als Kameramann für französische Fernsehproduktionen. Besonders in den 1990er Jahren verantwortete er die Kamera für zahlreiche Fernsehproduktionen in Frankreich, etwa für verschiedene Episoden für Franck Apprederis´ Fernsehserie Passeur d’Enfants, die zahlreichen Fernsehfilme von Michaëla Watteaux und Henri Hellmann, oder auch für die seit 1997 laufende Fernsehserie Joséphine, ange gardien, u. a.
Mit seinem Fernsehfilm Aniversário, für den portugiesischen Fernsehkanal SIC, drehte er 2000 erstmals als Regisseur einen Spielfilm in voller Länge. Es folgte O Milagre segundo Salomé, einem auf José Rodrigues Miguéis´ polemischen Roman basierenden Kinofilm, der auf die Marienerscheinung von Fátima anspielt. Der Film wurde ein Publikumserfolg (bis heute unter den erfolgreichsten portugiesischen Filmen seit 2004) und war der portugiesische Vorschlag für den Auslands-Oscar 2004. Für seinen Film Um Amor de Perdição gewann er, zusammen mit dem Produzenten Paulo Branco, den Globo de Ouro 2008. Der Film wurde im gleichen Jahr auf dem Filmfestival Locarno für einen Goldenen Leoparden nominiert.
Barroso ist auch im Portugiesischen Film bisher in erster Linie Kameramann, und erst an zweiter Stelle ein Regisseur. So war er für die Fotografie von Filmen prämierter Regisseure, etwa von Manoel de Oliveira oder João César Monteiro verantwortlich. Hier stach er besonders durch seine Anpassungsfähigkeit an die Vorstellung der verschiedenen Regisseure heraus. Als Darsteller sieht er sich hingegen nicht: er verkörperte zweimal Camilo Castelo Branco für Manoel de Oliveira (Francisca 1981, und Tag der Verzweiflung 1992), ansonsten tritt er als Darsteller nur gelegentlich und in Nebenrollen auf.

## Filmografie (Auswahl)

### Kamera
- 1980: Kilas, o Mau da Fita; R: José Fonseca e Costa
- 1981: Clémentine Tango; R: Caroline Roboh
- 1983: Der Mann von Suez (TV-Serie); R: Christian-Jaque
- 1986: Mein Fall (Mon cas); R: Manoel de Oliveira
- 1988: Die Kannibalen (Os canibais); R: Manoel de Oliveira
- 1988: Tous les nuages sont des horloges; R: Raúl Ruiz
- 1990: Aqui d´El Rei!; R: António-Pedro Vasconcelos
- 1992: Tag der Verzweiflung (O Dia do Desespero); R: Manoel de Oliveira (auch Hauptdarsteller)
- 1993: La Colline aux mille enfants; R: Jean-Louis Lorenzi
- 1993: Am Ufer des Flusses (Vale Abraão); R: Manoel de Oliveira
- 1994: Die Büchse des Bettlers (A Caixa); R: Manoel de Oliveira
- 1995: Die göttliche Komödie (A Comédia de Deus); R: João César Monteiro
- 1995: Das Kloster (Le couvent); R: Manoel de Oliveira
- 1996: Vice vertu et vice versa (Fernsehfilm); R: Françoise Romand
- 1997: Ni vue ni connue (Fernsehfilm); R: Pierre Lary
- 1997: Das Becken von John Wayne (Le Bassin de J. W.); R: João César Monteiro
- 1998: Deus’ Hochzeit (As Bodas de Deus); R: João César Monteiro
- 1999: Superlove; R: Jean-Claude Janer
- 1999: Jesús (Fernsehfilm); R: Serge Moati
- 2000: Branca de Neve; R: João César Monteiro
- 2002: Si j´étais lui (Fernsehfilm); R: Philippe Triboit
- 2003: Kommen und Gehen (Vai e Vem); R: João César Monteiro
- 2004: O Milagre segundo Salomé (auch Regie)
- 2005: Trois couples en quête d´orages; R: Jacques Otmezguine
- 2008: Comprend rien aux femmes (TV); R: Michaëla Watteaux
- 2008: Um Amor de Perdição (auch Regie)
- 2009: Entre deux eaux (TV); R: Michaëla Watteaux
- 2010: O Meu Raúl (Dou), R: Patrícia Vasconcelos
- 2012: Photo, R: Carlos Saboga
- 2015: A Uma Hora Incerta, R: Carlos Saboga
- 2020: Ordem Moral (auch Regie und Darsteller), 2021 auch TV-Mehrteiler

### Regie
- 1976: Strip (Kurzfilm)
- 1978: Azulejos (Kurzfilm)
- 1982: Le Doux Exil (Kurzfilm)
- 1982: Visible/Invisible (Kurzfilm)
- 1986: L´Attente (Kurzfilm)
- 1991: José (Kurzfilm)
- 2000: Aniversário (Fernsehfilm)
- 2004: O Milagre segundo Salomé (auch Kamera)
- 2005: Carolina, Fernando e Eu (Fernsehfilm)
- 2005: Amigos Como Dantes (Fernsehfilm)
- 2005: Love Online (Fernsehfilm)
- 2008: Um Amor de Perdição  (auch Kamera)
- 2020: Ordem Moral (auch Kamera und Darsteller), 2021 auch TV-Mehrteiler

### Darsteller
- 1981: Francisca; R: Manoel de Oliveira
- 1992: Tag der Verzweiflung („O Dia do Desespero“); R: Manoel de Oliveira (auch Kamera)
- 1993: Am Ufer des Flusses („Vale Abraão“, Sprechrolle); R: Manoel de Oliveira
- 1994: Die Büchse des Bettlers („A Caixa“); R: Manoel de Oliveira
- 1995: Eine göttliche Komödie („A Comédia de Deus“); R: Manoel de Oliveira
- 1997: Das Becken von John Wayne („Le bassin de J.W.“); R: João César Monteiro
- 2001: Frágil Como o Mundo (Sprechrolle); R: Rita Azevedo Gomes
- 2003: Kommen und Gehen („Vai e Vem“); R: João César Monteiro
- 2004: O Milagre segundo Salomé (auch Regie und Kamera)
- 2005: Amigos Como Dantes (auch Regie)
- 2010: Oh Lisboa, Meu Lar (Doku-Kurzfilm), R: João Botelho
- 2012: Operação Outono; R: Bruno de Almeida
- 2014: O Velho do Restelo (Kurzfilm), R: Manoel de Oliveira
- 2016: Correspondências (Sprechrolle), R: Rita Azevedo Gomes
- 2020: Ordem Moral (auch Regie und Kamera), 2021 auch TV-Mehrteiler